# Сільце (Луцький район)
Сільце́ — село в Україні, у Горохівській міській територіальній громаді Луцького району Волинської області. Населення становить 794 осіб.

## Історія
У 1906 році село Бранської волості Володимир-Волинського повіту Волинської губернії. Відстань від повітового міста 60 верст, від волості 6. Дворів 80, мешканців 729.
Східна частина села (хутірські вулиці) колись була окремим населеним пунктом з назвою Угів, Uhow (пол.).
З 1917 по 1921 у складі Української Народної Республіки.
З 1921 по 1939 — село у складі Речі Посполитої.
З 1941 по 1944 — у складі Рейхскомісаріату Україна. 1944 — у складі Української ССР. З 1991 населення села проголосувало за відновлення державної незалежності України.
До 26 вересня 2018 року село підпорядковувалось Цегівській сільській раді Горохівського району Волинської області.
12 червня 2020 року, відповідно до розпорядження Кабінету Міністрів України № 708-р «Про визначення адміністративних центрів та затвердження територій територіальних громад Волинської області», село увійшло в склад Горохівської міської громади.
19 липня 2020 року, в результаті адміністративно-територіальної реформи та ліквідації Горохівського району, село увійшло до складу новоутвореного Луцького району.

## Географія
Неподалік від села розташований гідрологічний заказник Гнила Липа.

## Населення
Згідно з переписом УРСР 1989 року чисельність наявного населення села становила 830 осіб, з яких 385 чоловіків та 445 жінок.
За переписом населення України 2001 року в селі мешкали 794 особи.

### Мова
Розподіл населення за рідною мовою за даними перепису 2001 року:
| Мова            | Кількість | Відсоток |
| --------------- | --------- | -------- |
| українська      | 790       | 99.50%   |
| російська       | 3         | 0.38%    |
| інші/не вказали | 1         | 0.12%    |
| Усього          | 794       | 100%     |

## Відомі люди
- Крисюк Арсен Євстахович (1922-1944) — сотник УПА, провідник Горохівського районного проводу ОУН.
- Сверстюк Євген Олександрович (1927-2014) — доктор філософії, політв'язень радянського режиму.